# ОК Црвена звезда
Одбојкашки клуб Црвена звезда је одбојкашки клуб из Београда. Клуб је део Спортског друштва Црвена звезда. Највећи успех у европским такмичењима је пласман у полуфинале ЦЕВ купа и учешће у ЦЕВ Лиги шампиона 2003. и 2008. године. Клуб се тренутно такмичи у Суперлиги Србије и одбојкашком купу Србије.

## Историја
Одбојкашка секција Црвене звезде била је један од оснивача ОФД Црвена звезда у марту 1945. године. У периоду од 1945. до 1950. године овај спорт је у оквиру спортског друштва био организован као секција. У другом периоду, од 1950. до 1955. године, секција је прерасла у клуб.
На самом почетку тренинзи су били нередовни, јер су играчи овај спорт више прихватили као врсту разоноде. Прва званична утакмица одиграна је у пролеће 1945. године, против суботичког Спартака. Исте године, такође у Суботици, одржано је и прво првенство државе, на којем су право учешћа имале репрезентације република СФРЈ. За репрезентацију Србије наступала су двојица одбојкаша Црвене звезде, Живојин Зец и Миша Илић.
Прво првенство Југославије на коме су право учешћа имали клубови одиграно је 1946. године. Освајањем другог места, прво на првенству Београда а затим и на првенству Србије, екипа Црвене звезде је изборила пласман на завршни турнир првенства државе. Завршни турнир је одигран у Сарајеву уз учешће десет екипа, а Црвена звезда је заузела пето место.
Одлука о припајању екипе Студента Црвеној звезди донета је 1947. године. Припајањем Студента, Црвена звезда знатно појачава свој играчки кадар, а као највећа појачања долазе Бата Марковић и Воја Милановић из Милиционара. Тако појачана екипа осваја прво место на првенству Београда и треће на првенству Србије, чиме се квалификује на финални турнир првенства државе. На том првенству, одиграном у Љубљани, екипа је заузела четврто место. Стандардну „шесторку“ Црвене звезде тада су чинили: Бата Марковић, Воја Милановић, Тринајестић, Данило Солдатовић, Живојин Зец и Стојанов. Чак тројица играча из те Звездине поставе, Марковић, Милановић и Солдатовић, наступали су за репрезентацију Југославије.
На државном првенству 1948. године, одржаном у Марибору, одбојкаши Звезде су заузели треће место. Тадашњу поставу Црвене звезде су сачињавали: Бата Марковић, Воја Милановић, Тринајестић, Данило Солдатовић, Живојин Зец, Стојанов, Ракић, Миланов, Николић, Лукачев и Смедеревац.
Од 1949. године првенство Југославије почиње да се игра са осам екипа, по двокружном бод систему. Црвена звезда је те године заузела треће место.
Током 1950. године, као последица лоших резултата те сезоне, јавила се могућност гашења одбојкашке секције. Уместо гашења, одбојкашка секција прераста у одбојкашки клуб. Екипа је подмлађена Мандарићем, Ружићем и Минићем, а нешто касније им се придружују Милосављевић и Вељковић. Подмлађена екипа, предвођена Стојмировићем, започела је прекретницу у историји одбојкашког клуба Црвена звезда. Ту генерацију је красио специфичан начин игре, који се одликовао динамичном игром на мрежи, и који је назван "Звездин систем".

## Успеси
| Такмичење                 | Такмичење                 | Број                      | Година                                                         |                           |                           |
| Национално првенство — 13 | Национално првенство — 13 | Национално првенство — 13 | Национално првенство — 13                                      | Национално првенство — 13 | Национално првенство — 13 |
| ------------------------- | ------------------------- | ------------------------- | -------------------------------------------------------------- | ------------------------- | ------------------------- |
| Првенство СФР Југославије | Првак                     | 5                         | 1951, 1954, 1956, 1957, 1973/74.                               |                           |                           |
| Првенство СФР Југославије | Други                     | 2                         | 1952, 1975/76.                                                 |                           |                           |
| Првенство СР Југославије  | Првак                     | 1                         | 2002/03.                                                       |                           |                           |
| Првенство СР Југославије  | Други                     | 5                         | 1991/92, 1993/94, 1994/95, 1997/98, 1998/99.                   |                           |                           |
| Првенство Србије          | Првак                     | 7                         | 2007/08, 2011/12, 2012/13, 2013/14, 2014/15, 2015/16, 2023/24. |                           |                           |
| Првенство Србије          | Други                     | 3                         | 2009/10, 2016/17, 2018/19.                                     |                           |                           |
| Национални куп — 14       |                           |                           |                                                                |                           |                           |
| Куп СФР Југославије       | Победник                  | 5                         | 1959/60, 1972, 1973, 1975, 1991.                               |                           |                           |
| Куп СФР Југославије       | Финалиста                 | 2                         | 1971, 1989.                                                    |                           |                           |
| Куп СРЈ / Куп СЦГ         | Победник                  | 3                         | 1993, 1997, 1999.                                              |                           |                           |
| Куп СРЈ / Куп СЦГ         | Финалиста                 | 3                         | 1992, 1998, 2003.                                              |                           |                           |
| Куп Србије                | Победник                  | 6                         | 2008/09, 2010/11, 2012/13, 2013/14, 2015/16, 2018/19.          |                           |                           |
| Куп Србије                | Финалиста                 | 1                         | 2017/18.                                                       |                           |                           |
| Национални суперкуп — 6   |                           |                           |                                                                |                           |                           |
| Суперкуп Србије           | Победник                  | 6                         | 2011, 2012, 2013, 2014, 2016, 2024.                            |                           |                           |
| Суперкуп Србије           | Финалиста                 | 2                         | 2015, 2019.                                                    |                           |                           |

## Састави који су освајали национално првенство
- 1951 — Жарко Николић, Богољуб Стојмировић, Зоран Вељковић, Бранислав Стефановић, Витомир Кривокапић, Бранислав Милосављевић, Иван Њамцул, Јован Мандарић, Рајко Ружић / тренер: Братислав Марковић
- 1954 — Богољуб Стојмировић, Иван Поповић, Бранко Стефановић, Иван Мандарић, Влада Шедиви, Рајко Ружић, Жарко Николић, Младен Поповић, Драшко Мисита, Павле Стошић / тренер: Братислав Марковић.
- 1974 — Синиша Бакарец, Александар Боричић, Владимир Бошњак, Жарко Шурлан, Љубомир Жежељ, Бојан Гашић, Никола Матијашевић, Слободан Лозанчић, Милован Симић, Слободан Јовановић, Богдан Сретеновић / тренер: Љубомир Стојић
- 2003 — Никола Ковачевић, Ненад Милетић, Владо Петковић, Дејан Брђовић, Милан Васић, Владимир Ракић, Марко Самарџић, Марко Перош, Горан Ивковић, Мирослав Сарић, Иван Лугоња, Дејан Радић, Горан Бјелица, Дејан Бојовић / тренер: Жељко Булатовић
- 2008 — Томислав Докић, Милан Рашић, Драган Станковић, Немања Стефановић, Јован Ћулафић, Милан Зиндовић, Никола Мајсторовић, Невен Мајсторовић, Стефан Илић, Милош Терзић, Урош Илић, Душко Николић / тренер: Жељко Булатовић
- 2012 — Милан Перић, Вук Милутиновић, Михајло Митић, Лазар Копривица, Душан Петковић, Милан Ћелић, Филип Вујић, Филип Стоиловић, Михајло Пајић, Александар Околић, Максим Буцуљевић, Немања Јаковљевић / тренер: Жељко Булатовић
- 2013 — Филип Стоиловић, Вук Милутиновић, Немања Јаковљевић, Михајло Митић, Душан Петковић, Милан Ћелић, Филип Вујић, Александар Околић, Милан Перић, Александар Гмитровић, Лазар Копривица, Максим Буцуљевић / тренер: Душко Николић
- 2014 — Александар Околић, Филип Стоиловић, Лазар Копривица, Вук Милутиновић, Душан Петковић, Максим Буцуљевић, Филип Вујић, Никола Мунћан, Рашко Јовановић, Милан Перић, Никола Стоковић, Александар Гмитровић / тренер: Душко Николић
- 2015 — Максим Буцуљевић, Александар Околић, Предраг Јевтић, Филип Стоиловић, Александар Гмитровић, Лазар Копривица, Вук Милутиновић, Александар Благојевић, Немања Стефановић, Милутин Нејић, Борис Мартиновић, Урош Кецман, Данило Павловић, Вукашин Ђурђевић, Илија Лукић / тренер: Драган Кобиљски
- 2016 — Максим Буцуљевић, Александар Околић, Предраг Јевтић, Вукашин Ђурђевић, Александар Шкрбић, Александар Гмитровић, Алекса Штавлић, Вук Милутиновић, Немања Јаковљевић, Душан Стојсављевић, Никола Мунћан, Александар Благојевић, Никола Вељовић / тренер: Драган Кобиљски
- 2024 — Вељко Бохарев, Страхиња Кљајић, Марко Јанковић, Данило Илић, Душан Лопар, Никола Петровић, Душан Николић, Андреј Поповић, Стефан Ранковић, Александар Стефановић, Богдан Томашевић, Ахмед Омар, Алекса Старовић, Лука Степановић, Никола Жугић / тренер: Ивица Јевтић

## Познати играчи
- Живојин Зец
- Братислав Марковић
- Војин Милановић
- Данило Солдатовић
- Александар Боричић
- Никола Матијашевић
- Слободан Лозанчић
- Владимир Бошњак
- Живојин Врачарић
- Миодраг Митић
- Дејан Брђовић
- Владимир Батез
- Ратко Павличевић
- Един Шкорић
- Рајко Јокановић
- Жељко Танасковић
- Бојан Јанић
- Милан Васић
- Дејан Бојовић
- Марко Самарџић
- Владо Петковић
- Никола Ковачевић
- Драган Станковић
- Милан Рашић
- Томислав Докић
- Милош Терзић
- Михајло Митић
- Немања Јаковљевић
- Душан Петковић
- Филип Вујић
- Филип Стоиловић
- Лазар Копривица
- Максим Буцуљевић
- Александар Околић
- Александар Благојевић
- Вук Милутиновић

## Познати тренери
- Братислав Марковић
- Љубомир Стојић
- Жељко Булатовић
- Душко Николић
- Драган Кобиљски